# Berlin Graduate School for Transnational Studies
Die Berlin Graduate School for Transnational Studies (BTS) ist ein gemeinsames Projekt der Freien Universität Berlin, der Hertie School of Governance und dem Wissenschaftszentrum Berlin. Sie dient als wissenschaftliche Plattform, die Forschung im Bereich der transnationalen und internationalen Beziehungen vereinigt. In diesem Themenbereich bietet die BTS ein englischsprachiges PhD-Programm an. Aufnahmeberechtigt sind Graduierte der Politikwissenschaft und verwandter Disziplinen, wie der Geschichts-, Wirtschafts- und Rechtswissenschaft.

## PhD-Programm in Transnational Studies
Das PhD-Programm an der BTS umfasst drei Jahre und endet mit dem Abschluss der PhD Thesis im Rahmen der strukturierten Doktorandenförderung. Das Curriculum während des Studiums besteht zum einen in der Anfertigung der Dissertation und zum anderen in der Teilnahme an Survey Kursen, Colloquias und Workshops im Bereich der Forschungsmethodik.
Jedem PhD Kandidaten wird während des Studiums ein Betreuer zugeordnet. Darüber hinaus können zwei weitere Betreuer selbstständig akquiriert werden. Während der erste Betreuer verpflichtend Mitglied der BTS Faculty sein muss, können Zweit- und Drittbetreuer auch von einer externen Universität gewählt werden. Neben dem selbständigen Arbeiten an der Dissertation sind auch noch regelmäßige Seminare über wissenschaftliche Methoden und berufliche Möglichkeiten in der Wissenschaft verpflichtender Teil des BTS Curriculums.

## Faculty
2011 gehören die folgenden Wissenschaftler der BTS Faculty an:
- Helmut Anheier
- Tanja Börzel
- Marianne Braig
- Henrik Enderlein
- Mark Hallerberg
- Anke Hassel
- Markus Jachtenfuchs
- Mark Kayser
- Ruud Koopmans
- Nico Krisch
- Mattias Kumm
- Bernd Ladwig
- Susanne Lütz
- Wolfgang Merkel
- Barbara Pfetsch
- Thomas Risse
- Gunnar Folke Schuppert
- Carina Sprungk
- Michael Zürn

## Förderung
Seit 2010 erhält die BTS Unterstützung im Rahmen der DAAD Programmlinie „International Promovieren in Deutschland“. Die Programmlinie wird durch das Bundesministerium für Bildung und Forschung mitgetragen und fördert die Internationalisierung der strukturierten Doktorandenförderung an der BTS.
Zusammen mit der Hebrew University Jerusalem wird die BTS im Rahmen der „Berlin Jerusalem Initiative to Enhance Cooperation in the Social Science“ durch die Einstein Foundation Berlin gefördert. Ziel der Unterstützung ist die gezielte Ausnutzung von Synergien zwischen beiden Institutionen insbesondere im Bereich interdisziplinärer Forschungsprojekte sowie der Austausch junger Wissenschaftler.